# Макграт (Аляска)
Макграт (англ. McGrath) — місто (англ. city) в США, у зоні перепису населення Юкон-Коюкук штату Аляска. Населення — 301 особа (2020).

## Історія
Місце, на якому наразі стоїть Макграт, ще в XIX столітті служило місцем зустрічі мешканців навколишніх поселень. 1904 року тут був заснований торговий пост. В 1906 — 07 роках неподалік були виявлені поклади золота, що послугувало поштовхом до подальшого розвитку поселення, оскільки Макграт в той час було крайньою північною точкою, яку можна було досягти по річці Кускоквім. Своє ім'я селище отримало на честь місцевого шерифа, Пітера Макграта. 1909 року відкрився перший магазин. Також активності міста не давала вщухнути Стежка Ідітарод (англ. Iditarod Trail), що проходить неподалік, за якою в 1911 — 20 роках нескінченним потоком, від Нома до Сьюарда та назад, рухалися старателі. Після 1925 «золота лихоманка», що панувала декілька років в околицях міста, скінчилася. 1933 року сталася велика повінь, яка змусила мешканців перемістити багато міських будівель, зокрема, таку важливу річ, як причали. На початку 1940-х років був побудований аеропорт, спочатку виконував, переважно, військові завдання, а потім переобладнаний в цивільний. 1940 року в МакГрат відкрилася перша середня школа, 1964 року — вища школа, станом на 2010 рік в обох навчається 193 учні. 3 червня 1975 Макграт отримало статус міста.

## Географія
Макграт розташоване у південно-західній частині центральної Аляски в одній з численних закрутів річки Кускоквім. Місто обслуговує однойменний аеропорт. В МакГрат розташована адміністрація заповідника Інноко (Innoko National Wildlife Refuge).
Макграт розташований за координатами 62°56′17″ пн. ш. 155°32′55″ зх. д. / 62.93806° пн. ш. 155.54861° зх. д. (62.938077, -155.548556). За даними Бюро перепису населення США в 2010 році місто мало площу 141,04 км², з яких 122,55 км² — суходіл та 18,50 км² — водойми. В 2017 році площа становила 124,17 км², з яких 106,68 км² — суходіл та 17,49 км² — водойми.

### Клімат
Місто знаходиться у зоні, котра характеризується континентальним субарктичним кліматом. Найтепліший місяць — липень із середньою температурою 15.6 °C (60 °F). Найхолодніший місяць — січень, із середньою температурою -21.4 °С (-6.5 °F).
| Клімат Макграта         | Клімат Макграта | Клімат Макграта | Клімат Макграта | Клімат Макграта | Клімат Макграта | Клімат Макграта | Клімат Макграта | Клімат Макграта | Клімат Макграта | Клімат Макграта | Клімат Макграта | Клімат Макграта | Клімат Макграта |
| Показник                | Січ.            | Лют.            | Бер.            | Квіт.           | Трав.           | Черв.           | Лип.            | Серп.           | Вер.            | Жовт.           | Лист.           | Груд.           | Рік             |
| Абсолютний максимум, °C | 12,2            | 12,8            | 12,8            | 20              | 28,3            | 32,2            | 31,7            | 31,7            | 32,2            | 19,4            | 9,4             | 9,4             | 32,2            |
| Середній максимум, °C   | −16,5           | −10,9           | −4              | 4,9             | 14,1            | 20,1            | 20,7            | 17,4            | 11,7            | −0,1            | −10,4           | −14,8           | 2,7             |
| Середня температура, °C | −21,4           | −17             | −11,3           | −1,3            | 8,2             | 14,1            | 15,6            | 12,6            | 7               | −3,8            | −14,7           | −19,6           | −2,6            |
| Середній мінімум, °C    | −26,3           | −23,1           | −18,7           | −7,4            | 2,3             | 8,2             | 10,4            | 7,7             | 2,3             | −7,6            | −18,9           | −24,3           | −7,9            |
| Абсолютний мінімум, °C  | −59,4           | −53,3           | −46,1           | −40             | −18,9           | −2,8            | −0,6            | −3,9            | −16,7           | −33,3           | −47,2           | −55             | −59,4           |
| Норма опадів, мм        | 27.9            | 22.9            | 20.3            | 17.8            | 27.9            | 38.1            | 61              | 71.1            | 63.5            | 35.6            | 35.6            | 33              | 457.2           |
| Днів з опадами          | 10,7            | 8,8             | 8,7             | 7,4             | 10,7            | 12,3            | 15              | 16,4            | 14,3            | 12,7            | 12,5            | 12,9            | 142,4           |
| Днів з дощем            | 10              | 8               | 9               | 7               | 9               | 13              | 15              | 17              | 14              | 12              | 12              | 12              | 138             |
| Днів зі снігом          | 12,5            | 9,8             | 9,2             | 6               | 1,2             | 0               | 0               | 0               | 1,4             | 9,6             | 13,9            | 15,3            | 78,9            |
| Вологість повітря, %    | 79.1            | 75.9            | 64.3            | 61.1            | 58.4            | 63.5            | 72.8            | 78.6            | 77              | 80.7            | 80.3            | 78.6            | 72.6            |
| ----------------------- | --------------- | --------------- | --------------- | --------------- | --------------- | --------------- | --------------- | --------------- | --------------- | --------------- | --------------- | --------------- | --------------- |
| Джерело: Weatherbase    |                 |                 |                 |                 |                 |                 |                 |                 |                 |                 |                 |                 |                 |

## Демографія
Згідно з переписом 2010 року, у місті мешкало 346 осіб у 147 домогосподарствах у складі 89 родин. Густота населення становила 2 особи/км². Було 195 помешкань (1/км²).
Расовий склад населення:
| - 41,6 % — білих - 36,7 % — корінних американців - 0,9 % — вихідців з тихоокеанських островів - 0,6 % — азіатів |

До двох чи більше рас належало 19,9 %. Частка іспаномовних становила 2,6 % від усіх жителів.
За віковим діапазоном населення розподілялося таким чином: 24,3 % — особи молодші 18 років, 65,6 % — особи у віці 18—64 років, 10,1 % — особи у віці 65 років та старші. Медіана віку мешканця становила 39,8 року. На 100 осіб жіночої статі у місті припадало 108,4 чоловіків; на 100 жінок у віці від 18 років та старших — 118,3 чоловіків також старших 18 років.
Середній дохід на одне домашнє господарство становив 72 532 долари США (медіана — 64 792), а середній дохід на одну сім'ю — 83 589 доларів (медіана — 80 417). Медіана доходів становила 61 250 доларів для чоловіків та 43 750 доларів для жінок. За межею бідності перебувало 16,8 % осіб, у тому числі 23,3 % дітей у віці до 18 років та 4,8 % осіб у віці 65 років та старших.
Цивільне працевлаштоване населення становило 147 осіб. Основні галузі зайнятості: публічна адміністрація — 23,8 %, освіта, охорона здоров'я та соціальна допомога — 23,1 %, транспорт — 20,4 %.